# 女超人 (第三季)
《女超人》第三季（英語：Supergirl Season 3）是一部美國超級英雄動作冒險電視劇，由電視劇製作人艾莉·安德勒和兩位綠箭宇宙開發者葛雷格·波蘭提和安德魯·克瑞斯伯格合作開發，劇集以DC漫畫中的女超人角色改編而來，由奧拓·賓得與阿爾·派拉斯提諾合作創立。在前兩季擔任節目統籌之一的艾莉·安德勒宣佈將不會繼續參與劇集製作後，由羅伯特·羅夫諾和潔西卡·奎勒擔任新的節目統籌。
大部分主演均回歸劇組，僅除芙蘿莉安娜·利瑪沒有以主演身份回歸，在此季中只作為常設演員。在前季中作為常設的凱蒂·麥克格雷斯在此季升為主演，而這次新加盟奧黛特·安納布爾作為主要演員。

## 本季概要
本季故事內容承接上一季，時間跳躍至七個月後，講述卡拉如何從跟戀人分離的痛苦中找回自我，同時面對同樣來自氪星的新敵人「滅世者軍團」。

## 卡司

### 主要演員
- 梅莉莎·班諾伊 飾演 卡拉·佐·艾爾／卡拉·丹佛斯／女超人
  - 伊莎貝拉·維多維奇（英语：Izabela Vidovic） 飾演 年輕的卡拉

- 麥卡德·布魯克斯（英语：Mehcad Brooks） 飾演 詹姆斯·奧爾森／守護者
- 凱樂·利 飾演 艾莉絲·丹佛斯（英语：Alex Danvers）
  - 奧莉維亞·妮卡寧 飾演 年輕的艾莉絲

- 傑雷米·喬丹 飾演 溫·肖特
- 凱蒂·麥克格雷斯 飾演 莉娜·路瑟（英语：Lena Luthor）
- 奧黛特·安納布爾 飾演 莎曼珊·艾莉亞斯／主宰（英语：List of minor DC Comics characters#Reign）
- 克里斯·伍德 飾演 蒙艾（英语：Lar Gand）
- 大衛·哈伍德（英语：David Harewood） 飾演 喬恩·瓊茲／火星獵人

### 常設演員
- 埃莉卡·杜蘭斯 飾演 奧若拉·佐·艾爾（英语：List of minor DC Comics characters#Alura）
- 亞卓安·帕斯達（英语：Adrian Pasdar） 飾演 摩根·埃吉（英语：Morgan Edge）
- 艾瑪·特倫布雷（英语：Emma Tremblay） 飾演 露比·艾莉亞斯
- 安卓莉亞·布魯克斯（英语：Andrea Brooks） 飾演 伊芙·泰絲馬克（英语：Eve Teschmacher）
- 芙蘿莉安娜·利瑪 飾演 瑪姬·索耶（英语：Maggie Sawyer）
- 卡爾·朗布利（英语：Carl Lumbly） 飾演 梅林·瓊茲
- 查德·洛 飾演 湯瑪斯·科維爾
- 安潔莉·潔（英语：Anjali Jay） 飾演 瑟琳娜祭司
- 艾米·傑克森 飾演 艾姆拉·艾汀／土星女孩（英语：Saturn Girl）
- 傑西·拉斯（英语：Jesse Rath） 飾演 奎羅·「布萊尼」·道斯／魔神腦五號（英语：Brainiac 5）
- 克莉絲·馬歇爾 飾演 茱莉亞·佛里曼／純粹
- 安潔拉·周 飾演 格蕾絲·帕克／瘟疫

### 客串演員
- 卡莉絲塔·佛克哈特 飾演 凱特·葛蘭特（英语：Cat Grant）
- 雅兒·格洛布格拉斯（英语：Yael Grobglas） 飾演 蓋兒·馬許／超心理（英语：Psi (comics)）
- 莎朗·莉爾 飾演 梅根·摩絲／火星小姐
- 海倫·史萊特（英语：Helen Slater） 飾演 伊莉莎·丹佛斯
- 卡洛斯·伯納德 飾演 奧斯卡·羅達斯
- 蘇菲亞·瓦希里維（英语：Sofia Vassilievay） 飾演 奧莉維亞
- 柯蒂斯·陸 飾演 迪莫斯探員
- 大衛·查澤（英语：David Chisum） 飾演 羅納德·科林斯
- 貝蒂·芭克利（英语：Betty Buckley） 飾演 帕翠莎·艾莉亞斯
- 布莉特·摩根（英语：Brit Morgan） 飾演 萊絲莉·威利斯／電女郎
- 莎拉·道格拉斯（英语：Sarah Douglas (actress)） 飾演 金達·寇·羅茲
- 布蘭妲·史壯（英语：Brenda Strong） 飾演 莉莉安·路瑟
- 蘿莉·麥凱佛 飾演 瑪麗·麥高恩
- 布魯克·史密斯（英语：Brooke Smith） 飾演 賈桂琳·寧博
- 內絲塔·庫伯（英语：Nesta Cooper） 飾演 譚妮亞
- 伊絲梅·碧安可（英语：Esmé Bianco） 飾演 莎拉·艾克-瓦（英语：Thara Ak-Var）

## 集數
| 總集數 | 集數 （季） | 標題                                        | 導演                        | 編劇                                                                                | 首播日期       | 製作 代碼 | 美國收視人數 （百萬） |
| --- | ----------- | ------------------------------------------- | --------------------------- | ----------------------------------------------------------------------------------- | -------------- | --------- | --------------------- |
| 43 | 1           | 鋼鐵女俠 Girl of Steel                      | 傑西·沃恩                   | 劇本創作 ：安德魯·克瑞斯伯格 故事構思 ：羅伯特·羅夫諾 & 凱特琳·帕瑞席               | 2017年10月9日  | T13.20651 | 1.87                  |
| 自從七個月前和男友蒙艾痛苦分離後，承受巨大打擊的卡拉開始不停歇地在城市各處除暴安良，借此消遣心中創傷，不僅再三推拒親朋好友的舉手相助，不惜辭掉記者工作以專注打擊犯罪。凱特轉行擔任新一任白宫新聞秘書後，詹姆斯繼續擔任凱特企業總裁，他陪莉娜一起抵制房地產商摩根·埃吉霸佔海濱區域來修建大樓。埃吉為了得到地皮而雇用一名國際恐怖分子羅伯特·杜布瓦，偷走高壓調節器以及一架被扣留的達薩姆星艦艇的隱形技術。莉娜於海濱廣場上舉行的女超人雕塑「鋼鐵女俠」揭幕儀式，杜布瓦駕駛安裝隱形技術的潛水艇對廣場地基發射魚雷，而廣場上一位母親「莎曼珊」突然展現出強大的力氣救出被壓在鋼筋下的女兒。卡拉冒險下水阻止潛水艇時被魚雷擊昏，被蒙艾的幻覺喚醒後成功制止杜布瓦；而卡拉沒有發現，魚雷對地基的轟炸將一架藏於水下的外星船體暴露出來。事後，莉娜搶在埃吉前收購凱特企業，不甘心的埃吉誓言要報復，但卡拉便將他扔在一艘貨船上以示警告與懲罰。經歷一天以及朋友的勸說之下，卡拉最終走出幾個月的陰霾，重回到家人和朋友的身邊。籌劃婚禮的艾莉絲本因為沒有父親陪伴而感到緊張，最後決定讓喬恩充當她的“父親”。而在廣場上保護女兒的莎曼珊，當晚做了一個“不詳的噩夢”。 |             |                                             |                             |                                                                                     |                |           |                       |
| 44 | 2           | 一觸即發 Triggers                           | 大衛·麥希爾特               | 蓋博瑞·拉納斯 & 安娜·馬斯基·古德溫                                                  | 2017年10月16日 | T13.20652 | 1.76                  |
| 一位稱為「超心理」的超人類女子靠強大大腦迷惑能力，大搖大擺般的走進城市數家銀行搶錢。卡拉化身女超人到場試圖阻止她，卻同樣中她的操縱而看到她心中的最大恐懼；她童年時家鄉氪星的毀滅以及她對蒙艾離去的愧疚，導致超心理屢次揚長而去。與此同時，莉娜在無通知的情況下開始指揮凱特企業的一切，讓詹姆斯被她打個措手不及，和卡拉的友情也產生一點摩擦。莉娜同時指派莎曼珊幫她接管處理L企業的瑣事，而莎曼珊當天剛好和露比因為海濱廣場上爆發出超能力而發生爭吵，露比因此自行離家在外逗留。這時，超心理再次襲擊運鈔車，通過縱使起重機重錘來對現場亂砸一氣，露比試圖將她自己置於危險之中，來迫使母親爆發超能力來救她，最後還是卡拉趕到後救離她們母女倆。卡拉再次迎戰時，由於超心理太過於強大，就連對付大腦操縱的儀器也無效；卡拉因恐懼而差點放棄，但在艾莉絲的用心安撫之下，卡拉最終戰勝恐懼而擊敗並逮捕超心理。走出陰影的卡拉開始以過去行為對莉娜道歉，同時在她的介紹下首次結識莎曼珊。當晚，莎曼珊和露比和好後，她開始測試自己是否有能力時，卻發現她的能力是隨著激烈情緒才能展現。另一邊，喬恩獨自在酒吧喝酒時，突然受到當時在火星上的梅根的傳喚，其希望他能快速回一趟火星。 |             |                                             |                             |                                                                                     |                |           |                       |
| 45 | 3           | 離樹不遠 Far from the Tree                  | 德莫特·道斯                 | 潔西卡·奎勒 & 德瑞克·賽門                                                           | 2017年10月23日 | T13.20653 | 1.76                  |
| 喬恩感覺到梅根的傳喚是緊急事態而決定回去火星，在卡拉自告奮勇陪同下靠一輛變形成60年代跑車的宇宙船返回火星。喬恩和卡拉與梅根率領的地下反抗軍成員們見面後，她們講述白火星人即將尋獲一把能夠找出她們等所有反抗者的「科拉權杖」，為火星最神聖的精神武器。但她們在進攻一座收容所時同時找到喬恩的親生父親、宗教領袖梅林·瓊茲，其被白火星人囚禁長達兩個世紀。為了查出父親所知的權杖地點，喬恩找到自己的父親，但梅林卻不肯相信眼前的喬恩是他的兒子、而是白火星人所冒充。喬恩便將父親帶回自己的老家，在卡拉的安慰和勸說下，梅林終於解開心防而認出眼前的兒子。達成共識下，所有人靠梅林供述的地點，在白火星人即將運用權杖的時刻搶奪回來。梅根等人將權杖交給喬恩和卡拉保管後決定留下來繼續反抗，而梅林也決定跟隨喬恩和卡拉蒞臨地球隱居。另一邊，伊莉莎為艾莉絲和瑪姬舉辦一場送禮派對，而瑪姬也邀請自己疏遠多年的父親奧斯卡·羅達斯。但在派對上，奧斯卡因為自己身為墨西哥早期移民的艱苦成長環境，仍然不接受自己的女兒是同性戀而負氣出走。離開前，瑪姬找上自己的父親對峙，稱自己已經不再需要他的偏見，因為她已經有了像艾莉絲一樣的家人陪伴，並且也能接納她為親人。 |             |                                             |                             |                                                                                     |                |           |                       |
| 46 | 4           | 信徒 The Faithful                           | 傑西·沃恩                   | 寶拉·尤 & 凱蒂·蘿絲·羅傑斯                                                          | 2017年10月30日 | T13.20654 | 1.82                  |
| 兩年前，卡拉為拯救失事飛機上的艾莉絲而首次成為女超人，但飛機上的一位因離過婚而失魂落魄的乘客湯瑪斯·科維爾，從此開始將女超人視為他的救世主，並在兩年的時間裏搜集一系列氪星文物，成立一個信奉女超人的邪教派系。如今，卡拉靠莎曼珊拿到的一張傳單發現科維爾的邪教會，並發現大多數信徒都是被她所拯救過的人，他們都集體信奉於科維爾所傳授的曲解氪星神祇「拉歐」的宗教條文。當卡拉發現一位信徒靠蓄意縱火、以身犯險來故意使自己去救他時，她試圖警告科維爾不准再誤導人們，但科維爾由於曾經近距離直視過卡拉而認出她就是女超人。夜晚時，科維爾帶領信徒們試圖靠獲得的易爆氪星探測器炸毀一座體育場，藉以讓更多人加入他們的行列，卡拉因為內部裝有氪石而無法靠近，而周圍的信徒看著卡拉受傷後才發現自己被誤導。艾莉絲協助扔掉氪石，卡拉於地底鑿開一個大洞、將探測器推進去後爆炸才讓體育場免受波及。事後，科維爾決定為卡拉保守秘密後入獄，而卡拉也採取科維爾的服從拉歐信仰的建議。與此同時，莎曼珊煩惱於工作忙而沒時間照看露比時，突然於夜裏看見一位神秘女子的幻覺，其告知她將會“主宰”世界。而同時，探測器於地底的爆炸剛好觸動藏於海灣下的神秘外星船，內部休眠倉的其中一人也隨之蘇醒。 |             |                                             |                             |                                                                                     |                |           |                       |
| 47 | 5           | 破壞 Damage                                 | 凱文·史密斯                 | 艾瑞克·卡拉斯科 & 辛蒂·利奇曼                                                       | 2017年11月6日  | T13.20654 | 1.87                  |
| 城市多名小孩被診斷出鉛中毒而性命不保，埃吉將整件事情譴責於莉娜當初為趕跑達薩姆星人所散播出的鉛氣體裝置，導致莉娜遭遇一大群家長和民眾的抗議斥責。當莉娜試圖在廣場上舉行發佈會來維護自己名聲時，一位不理性的家長在會場上對她開槍，卻打傷救她的詹姆斯。深受打擊的莉娜開始一蹶不振，決定於隔天辭去兩邊的總裁職務，但卡拉和莎曼珊兩人首次合作來澄清莉娜的罪名。當她們倆最終發現所有中毒小孩是因為接觸一座公眾游泳池中所混入類似鉛的人工化學物質，其製造商也是埃吉名下的公司。莉娜知道事情後企圖獨自去槍殺埃吉來報仇，但她卻先被打昏而被他放置在一架滿載相同化學桶的運輸機上，並即將飛往在城市水庫。莉娜想辦法求救引起卡拉的注意，卡拉救出她後摧毀飛機，也防止化學桶落入水中。沒達到目的的埃吉只好殺死為他賣命的前軍人後，將罪名全部推給他而死無對證。莉娜的公司研發出解藥救治所有小孩，莉娜的罪名被澄清後感謝卡拉和莎曼珊。而莎曼珊晚上安撫露比睡覺後，突然發現自己衣服上有被槍打中過的痕跡，因此發現她的身體能夠防彈。另一方面，艾莉絲和瑪姬因為對要小孩的事情互相不對盤，兩人經過一段痛苦掙扎後最終和平分手，而卡拉決定帶處於分手痛苦階段的艾莉絲暫時返回米德維爾的老家。 |             |                                             |                             |                                                                                     |                |           |                       |
| 48 | 6           | 米德維爾 Midvale                            | 羅伯·格林李                 | 凱特琳·帕瑞席 & 潔絲·卡多斯                                                         | 2017年11月13日 | T13.20655 | 1.89                  |
| 卡拉和艾莉絲回到老家陪伊莉莎度週末，但艾莉絲由於被分手影響而同樣封閉著自己。睡夢中，姐妹倆回憶起十年前的高中時代，當時彼此的關係還有著間隔，而她們倆共同的同校好友肯尼·李剛陪卡拉觀測星空後就被殺害。受打擊的卡拉認為肯尼可能搜集一些隱秘資訊才導致被殺，於是首次和艾莉絲合作尋到他藏好的筆電，發現內部存有一系列加密照片後，卡拉便拜託表弟克拉克的好友克蘿伊幫忙解密。其中一張未加密的照片揭示艾莉絲的好友喬茜和歷史老師之間的師生戀，當艾莉絲找喬茜對峙不久，姐妹倆當晚回家期間被人以撞車方式襲擊。所幸卡拉會飛而讓她們倖免於難，伊莉莎接見一位長相和卡拉母親相似的聯調局探員，讓她說服卡拉不要再使用超能力；而她實為喬恩變形假扮。不久，歷史老師因艾莉絲流出的照片而被捕，但喬茜卻表明他有不在場證明，艾莉絲才發現兇手另有其人，便和本地警長科林斯見面。卡拉收到解密照片回信發現，肯尼是因為用天文望遠鏡觀察到科林斯參與販毒才被滅口，而同時艾莉絲也被他挾持，卡拉及時趕到制伏他。科林斯被捕後，肯尼的父母將他們兒子的望遠鏡送給姐妹倆作為答謝，她們經過此事才懂得互相重視。回到今日，卡拉和艾莉絲通過回憶這件事雙雙走出痛苦，度完週末後駕車返回國際市。 |             |                                             |                             |                                                                                     |                |           |                       |
| 49 | 7           | 甦醒 Wake Up                                | 查德·洛                     | 蓋博瑞·拉納斯 & 安娜·馬斯基·古德溫                                                  | 2017年11月20日 | T13.20657 | 1.92                  |
| 當國際市海底的神秘外星船被水下探測器發現後，卡拉、溫和喬恩進入船體裏調查，發現船體在城市地下已經停留一萬六千年左右，而在裏面的六個休眠倉中唯一甦醒的人竟是蒙艾。卡拉擁抱久別的愛人後將他送回行動局檢查身體，本對蒙艾的歸來十分開心，但蒙艾卻在夜裏打算私自偷跑出去，卡拉只能將他鎖入牢房裏。蒙艾暗中說服溫幫忙回船上修復系統，途中對追上來的卡拉坦白他當初獨自在宇宙裏進入一個神秘蟲洞後，到達三十一世紀的未來世界，靠未來L企業所研發的克制鉛氣體解藥而得以在地球上繼續生存，隨後在未來的地球度過整整七年。這時，其中一間休眠倉開始故障，卡拉協助打破玻璃罩後讓裏面的女子脫身，卻後來得知她名叫艾姆拉·艾汀，身為蒙艾於未來成婚的妻子。事後，獲得休假的喬恩開始和不適應地球的父親增進關係。另一方面，莎曼珊開始對自己的身世感到好奇，便去見她疏遠多年的養母帕翠莎，帕翠莎見瞞不住後為她展示當初載著嬰兒時期的她來到地球的宇宙船。莎曼珊從宇宙船裏獲取一個方尖碑，跟隨上面的指引來到沙漠地區，從地底釋出一座堡壘。堡壘中的神秘女子影像告知莎曼珊為氪星所哺育出來的科學武器「滅世者」（Worldkiller），並且還告知她生下的女兒露比只是“不幸的失誤”。一瞬間，莎曼珊開始喪失人性，轉化成為「主宰」（Reign）。 |             |                                             |                             |                                                                                     |                |           |                       |
| 50 | 8           | 地球X大危機（一） Crisis on Earth-X, Part 1 | 賴瑞·鄧                     | 劇本創作 ：安德魯·克瑞斯伯格 & 馬克·古根海姆 故事構思 ：羅伯特·羅夫諾 & 潔西卡·奎勒 | 2017年11月27日 | T13.20658 | 2.71                  |
| 地球X是自從二戰後就由納粹黨統治世界的黑暗平行宇宙，現代最高元首是奧利佛·奎恩的邪惡二重身「黑箭俠」，身邊還有他的妻子「終極女俠」，身為卡拉的二重身，包括穿越宇宙投靠他們的「逆閃電」伊歐柏·索恩，他們殲滅並侵佔反抗軍「自由鬥士」掌有的平行宇宙穿梭儀器，決定將領域擴張至其他宇宙。與此同時，卡拉和艾莉絲穿越至地球1號參加貝瑞和愛瑞絲的婚禮，在婚禮前夕綵排晚宴上，貝瑞安慰沒有伴侶相伴的卡拉，而受貝瑞影響的奧利佛同時向心儀的費莉西蒂求婚，卻被不想結婚的她大聲拒絕，而馬丁·史坦近期考慮退休，和搭檔傑佛森產生不小矛盾。艾莉絲在晚宴上結識莎拉·蘭斯，共同喝個大醉後和她發生一夜情。隔天，多數人懷著前一晚的矛盾和尷尬出席婚禮，貝瑞和愛瑞絲就快要喜結連理之時，黑箭俠與終極女俠帶領納粹黨衛軍前來打斷婚禮發起進攻。眾人只好和他們應戰，除了卡拉對戰邪惡的她自己以外，其他人合作在教堂裡打敗所有黨衛軍，艾莉絲和莎拉合作將當中的領隊之一普羅米修斯擊敗並抓捕，黑箭俠被迫集體撤軍。回到星辰實驗室後，愛瑞絲答應等貝瑞打敗敵軍後再重新進行婚禮，貝瑞也命令喬和沃利帶其他家人去避風頭。另一方面，黑箭俠、終極女俠和逆閃電各自摘下面具會面後，決定重新擬定計劃，以擊敗這裡的英雄來擴張世界。註：此集作為綠箭宇宙2017年四劇連動的《地球X大危機》首集，女超人的故事會在《閃電俠》第四季第八集、《綠箭俠》第六季第八集、以及《明日傳奇》第三季第八集中延續。 |             |                                             |                             |                                                                                     |                |           |                       |
| 51 | 9           | 主宰 Reign                                  | 葛倫·溫特                   | 寶拉·尤 & 凱特琳·帕瑞席                                                             | 2017年12月4日  | T13.20659 | 1.81                  |
| 莎曼珊對發現自己真實身份的旅程毫無記憶的情況下，回到自家並和往常一樣在床上醒來，同時聖誕節將至，所有人一同聚在卡拉家中慶祝一晚上。蒙艾開始和艾姆拉適應回二十一世紀生活時，和行動局交代他們在未來組成一個專門對抗惡勢力的「超級英雄軍團」，並是以卡拉的理念作為啟發。蒙艾和艾姆拉決定聽從提議暫時留下來，等待他們的船修復完成後回去未來，但卡拉同時因為愛人如今移情別戀而心如刀割。隔天，一個神秘氪星骷髏頭符號出現在城市各處，卡拉無法解析當中意思後，會見入獄的科維爾得知這是氪星滅世者之符號，領袖則被稱為「主宰」。身為主宰的莎曼珊屢次被她的邪惡人格佔據，陸續殺害多名幫派份子並留下符號。莉娜誤以為這是埃吉的詭計而和詹姆斯前去調查時，和詹姆斯險些被埃吉雇用的刺客殺害，這也使她愛上詹姆斯而和他走到一起。但後來，埃吉同樣受襲擊但逃過一劫後，卡拉便對主宰發出挑戰，和她在凱特企業頂樓首次對峙。兩者於國際市的各處陷入苦戰，但主宰的強大讓卡拉首次無法匹敵，還被打的頭破血流，最後連飛的力氣都失去後，被主宰扔下高樓摔至重傷。在市民圍觀之下，艾莉絲火速將性命難保的卡拉送回行動局緊急治療。隔天早上，露比醒後高興地迎接母親聖誕快樂，但注意到母親當時站在家中窗前一動不動… |             |                                             |                             |                                                                                     |                |           |                       |
| 52 | 10          | 超級英雄軍團 Legion of Super-Heroes         | 傑西·沃恩                   | 德瑞克·賽門 & 艾瑞克·卡拉斯科                                                       | 2018年1月15日  | T13.20660 | 2.17                  |
| 卡拉被主宰擊敗過去兩天，落下重傷的卡拉雖然用蒙艾的三十一世紀休眠倉技術痊癒傷勢，但精神卻困入她腦中的思想牢獄裏出不去。蒙艾被迫喚醒軍團中的慧核星人奎羅·道斯，通過精神溝通來導引卡拉的思維回歸現實，但卡拉卻因半年下來累積的一系列精神衝擊而無法解脫。另一方面，莎曼珊繼續她和露比的日常生活，露比也對母親的分裂人格一無所知，莎曼珊隨後再度被主宰人格佔據，開始在城市各處消滅罪犯及所有試圖反抗她的執法人員。蒙艾因為懼怕他們現身會改寫未來進程而拒絕參戰，艾莉絲和喬恩本預備好對抗失控氪星人的武器手段，但對於強大的主宰而毫無效果。艾莉絲受腿傷之下，蒙艾被迫和艾姆拉與奎羅參戰。當主宰攻擊國際市監獄並大開殺戒時，在裏面唯獨饒過有信仰的科維爾，蒙艾和艾姆拉趕到一起對抗主宰。這時，卡拉成功找回自我並恢復清醒，趕到監獄支援並用氪石針劑重創主宰後使她逃跑。這段期間，喬恩被迫再度變形成卡拉，給前來探望的莉娜一些和詹姆斯戀情的建議，使他們倆決定拋棄偏見而正式成為戀人。徹底走出過去陰霾的卡拉感謝蒙艾等人的救命之恩和舉手相助後，和指引過她的奎羅結為好友。另一邊，主宰被迫撤離回沙漠中心堡壘療傷期間，從智能影像裏得知除了她在外還有更多的滅世者，而越獄脫逃的科維爾也決定投靠她的陣營。 |             |                                             |                             |                                                                                     |                |           |                       |
| 53 | 11          | 羅茲堡 Fort Rozz                            | 葛雷格里·史密斯             | 蓋博瑞·拉納斯 & 安娜·馬斯基·古德溫                                                  | 2018年1月22日  | T13.20661 | 2.07                  |
| 行動局調查到如今遺棄在藍色星球軌道上的羅茲堡內部，關押一名知情主宰及滅世者詳細資料的氪星祭司，卡拉即便深知她會沒有超能力以及星球輻射會對男性有害的情況下，召集艾姆拉和曾經對付過的電女郎和超心理組成團隊前往，兩者都因會被主宰視為目標而無從選擇加入她。四人到達羅茲堡後雖然遭遇襲擊和一些內杠，但卡拉還是找到祭司金達·寇·羅茲，剛得知除了主宰以外還有其他滅世者時，主宰因為得知她們的行動而一同趕到羅茲堡殺死祭司。無力反抗的卡拉最終被電女郎挽救一命，同時也造成電女郎英勇犧牲，超心理也靠製造心理恐懼而暫時讓主宰恢復人性並撤退。艾姆拉的艦船即將跟隨羅茲堡墜至星球時，溫和奎羅合作通過旅行者2號才使羅茲堡回到正軌上。眾人回去後，卡拉為感謝超心理的恩情而給她特別優待，蒙艾也安慰失去戰友的卡拉。與此同時，因腿傷在家的艾莉絲當一天保姆照看露比，她們倆很快就產生母女般的情誼，但瑪姬一條詢問忘在她家的護照之簡訊讓艾莉絲一時不知所措，在露比的幫助之下，艾莉絲才沒被過去影響並將護照寄回給她。受超心理恐懼影響的莎曼珊開始質疑自己近期的失憶和斷片時刻，希望艾莉絲能幫助她。在城市某處，一位名叫茱莉亞的女子在受到車禍撞擊之下，突然間醒來推開汽車，並出現滅世者的特徵。 |             |                                             |                             |                                                                                     |                |           |                       |
| 54 | 12          | 永遠 For Good                               | 塔妮安·麥吉爾南             | 劇本創作 ：羅伯特·羅夫諾 故事構思 ：辛蒂·利奇曼 & 亞歴克斯·史丹博格                 | 2018年1月29日  | T13.20662 | 2.11                  |
| 埃吉駕車前往公司途中因汽車遭不明人士黑入而差點沖入河中，死裡逃生的他一口咬定這是莉娜一手安排，跑到凱特企業揚言他會報復。不久後，莉娜也因咖啡中下入氰化物而中毒倒地，所幸卡拉緊急將她送到行動局治療才保住她的性命，詹姆斯在街道上追趕下毒的刺客時，刺客卻被來歷不明的“隱形子彈”所殺死。痊癒的莉娜通過追查子彈製造商的實驗室，才發現企圖暗殺埃吉的幕後主使為母親莉莉安，其只想報復埃吉招惹她的女兒。得知母親還會做出行動，莉娜在卡拉說服下決定不被母親牽著走，帶卡拉出席埃吉的晚宴，威脅埃吉為先前水源投毒等等事情認罪。這時，莉莉安派的無人機開始攻擊晚會現場，埃吉無從選擇之下招供罪行，但因莉娜拒絕殺死他，莉莉安便身穿雷克斯·路瑟之氪石戰甲對決。溫黑入無人機發射導彈炸碎戰甲，埃吉因承認罪過被錄音而最終被捕，莉莉安也被一起逮捕。另一方面，艾莉絲帶莎曼珊進行身體全面檢查時，發現她的身體完全無異狀，即使莎曼珊還是擔心她最近的反常症狀，但在卡拉等好友的關心之下決定勇敢面對。事情之後，卡拉回到行動局繼續查緝主宰等其他滅世者，蒙艾和溫通過調查過去到現在的離奇醫療記錄中，找到四名可能身為滅世者的女子，卡拉從近期噩夢中識出當中的茱莉亞·佛里曼是「純粹」。 |             |                                             |                             |                                                                                     |                |           |                       |
| 55 | 13          | 雙面人生 Both Sides Now                     | 傑西·沃恩                   | 潔西卡·奎勒 & 寶拉·尤                                                               | 2018年2月5日   | T13.20663 | 2.12                  |
| 卡拉和行動局全員攻入茱莉亞·佛里曼的家，起初時她還是普通人狀態，但受驚嚇導致純粹之人格侵佔她的身體，試圖反抗後被行動局逮捕。卡拉認為對付滅世者的方法則是喚回她們的人性一面，由於牢房裏的純粹持續挑釁，艾莉絲開始耐不住性子、試圖用言語威脅她，但純粹因為能夠看透人心，勾起艾莉絲的悲傷回憶後讓她無計可施。另一方面，莉娜看在莎曼珊壓力過大之下決定讓她休假一天，莎曼珊趁機和露比在外遊玩，但純粹被捕使她受到召喚，被主宰人格影響下丟下露比消失無蹤，找不到母親的露比只好打給莉娜。這時，純粹同樣持有的一塊方尖碑啟動，讓她用尖叫聲波逃離監禁至城市地鐵站裏，卡拉等行動局人員試圖緝拿她，但純粹摧毀地鐵站柱子讓眾人離不開身。純粹挾持卡拉的時候一度恢復成茱莉亞，但主宰馬上趕到下令她跟自己一起走，茱莉亞看在身邊人們受威脅之下自願被她帶回堡壘，準備實行最終轉化階段。另一方面，蒙艾開始搶修能源即將耗盡的艦船時，因為和艾姆拉的婚姻不是兩廂情願、加上他心存對卡拉的愛而和艾姆拉陷入緊張關係，兩人經過談話安撫情緒後，艾姆拉突然決定坦白他們於未來穿越回過去的任務實情。莎曼珊恢復人性跑回公司後得知她拋下過露比，情緒激動下一度在莉娜面前現出主宰人格，當她恢復正常後，莉娜稱自己知道該如何幫助她。 |             |                                             |                             |                                                                                     |                |           |                       |
| 56 | 14          | 母子情深 Schott Through the Heart           | 葛倫·溫特                   | 凱特琳·帕瑞席 & 德瑞克·賽門                                                         | 2018年4月16日  | T13.20664 | 1.91                  |
| 溫得知父親玩具人在獄中逝世，在卡拉和艾莉絲的陪伴下出席葬禮，他的久別母親瑪麗·麥高恩經過二十年的分離後首次前來和兒子團聚。這時，玩具人的棺材突然被引爆，溫和瑪麗回到行動局裡受保護。溫由於二十年下來沒有母親陪伴，和母親有著極深的過節，即使瑪麗解釋她遠離兒子只是迫不得已，源於丈夫曾經威脅瑪麗如靠近兒子就對他不利。正當溫和瑪麗發生爭吵時，一大群會發射激光的飛行猴子襲擊行動局，卡拉、溫和瑪麗攜手合作擊毀所有飛行猴子後，發現其設計和玩具人的手法相似。瑪麗從飛行猴子中的符號追至一間玩具工廠，發現幕後黑手是玩具人在獄中的一位女學徒，卻因為勢單力薄而遭囚禁。溫被迫伴隨卡拉等戰友們到場面臨一大群危險玩具，最後擊敗該學徒並救出瑪麗，母子倆經過這次生死交關後決定釋盡前嫌。期間，艾莉絲近期觀察到梅林頻繁忘事，一問才得知他其實患上類似阿茲海默症的記憶衰退，經過一番說服才讓他告知喬恩這條壞消息。蒙艾告知卡拉關於軍團穿越回過去其實是被艾姆拉和奎羅事先安排，真實任務內容是來到過去找出第三位滅世者「瘟疫」，殺死她以阻止她在一千年後的未來中進化成為危害世界的致命疾病「枯萎病」。詹姆斯聯絡上近期無音訊的莉娜，詢問她是否一切安好，而莉娜其實將莎曼珊安頓在一間隔離的實驗病房裡。 |             |                                             |                             |                                                                                     |                |           |                       |
| 57 | 15          | 追憶似水年華 In Search of Lost Time         | 安迪·阿瑪甘尼恩             | 劇本創作 ：艾瑞克·卡拉斯科 故事構思 ：凱蒂·蘿絲·羅傑斯 & 妮琪·霍康布                | 2018年4月23日  | T13.20665 | 1.38                  |
| 莉娜將莎曼珊用藥物保持昏迷狀態，經過三天努力查驗她的身體狀況，將所有線索拼湊在一起後得知她就是主宰的事實。莎曼珊醒後因為對此沒有記憶而不相信莉娜的推論，一心只想回到露比身邊，但莉娜靠言語來故意激怒莎曼珊，讓她一度現出她的主宰人格。莉娜將其錄影讓再次醒來的莎曼珊徹底相信事實，決定靠採集到的樣本來研發讓她克服人格的解藥。另一方面，當卡拉和行動局捕獲一名因不明原因導致精神失控的外星女子後，喬恩認為這跟他父親梅林的記憶衰退有關而將他帶回行動局看管。如同他所推論，梅林因為面臨龐大精神壓力，導致他在禱告時精神力開始洩漏，影響到行動局裡的溫、艾莉絲和卡拉等眾人逐漸失去自我乃至攻擊同伴。喬恩深知事情嚴重後，迫不得已只能試圖對父親拷上抑制精神專用的手環來阻止他，但再也經不起囚禁的梅林對此恐慌，大腦開始惡化持續影響到行動局內部的人們。多數外星罪犯逃離監禁，戴著抑制器的卡拉跟隨蒙艾的三十一世紀訓練以合作打敗所有罪犯後，說服梅林冷靜下來才讓他選擇拷上手環制止危機。梅林向眾人致歉後被留下來受看管，卡拉這段期間因為曾對蒙艾失控洩憤而也對他致歉，兩人隨後換上戰服在城市裡練習飛行時，突然注意到鳥群集體死亡的詭異現象，蒙艾斷言這是第三滅世者「瘟疫」所導致。 |             |                                             |                             |                                                                                     |                |           |                       |
| 58 | 16          | 三心二意 Of Two Minds                       | 亞莉珊卓·勒·羅謝            | 蓋博瑞·拉納斯 & 安娜·馬斯基·古德溫                                                  | 2018年4月30日  | T13.20666 | 1.50                  |
| 瘟疫的存在使國際市的多數市民開始染上某種病毒，溫和艾莉絲不久後也同樣感染病毒而性命不保，迫使卡拉等人開始爭分奪秒尋找解藥。蒙艾和艾姆拉從他們體內DNA中提取出枯萎病之解藥作為治愈藥物時，卻發現針對瘟疫目前散播的病毒完全沒用，唯一方法是取得瘟疫本人的DNA。艾姆拉為了確保清除釀成未來慘劇的枯萎病，急切想找到並殺死瘟疫，跟一向不殺生的卡拉產生強大矛盾。眾人尋找答案時突然注意到使用他病患受感染是源於身上的抓痕，得以讓她們找到唯一和所有感染者近距離接觸過的外科醫生格蕾絲·帕克。當格蕾絲準備殺死一群不顧客戶性命的醫保人員時，卡拉趕到試圖說服她停手，但格蕾絲以本體人格表示她是自願受瘟疫控制而向人類報復。在格蕾絲同樣抓傷卡拉使她倒地時，純粹來到現場強化格蕾絲的能力並一起離開，但艾姆拉還是及時得到瘟疫的DNA而研發出解藥，成功救治所有病患。艾姆拉對她試圖殺生一事表示歉意後，解釋她的焦慮源於她的姐姐普蕾亞在未來死於枯萎病，卡拉了解其苦衷後決定盡力幫助她。這時，兩大滅世者追蹤到隔離病房裡的主宰時，卡拉擔心莉娜的安危而搶先到場，剛好和眾人目睹被莉娜隔離的莎曼珊就是主宰。當純粹和瘟疫來到後，讓莎曼珊變成主宰並讓她們三位一體。 |             |                                             |                             |                                                                                     |                |           |                       |
| 59 | 17          | 三位一體 Trinity                            | 凱特琳·帕瑞席 & 埃莉卡·魏斯 | 劇本創作 ：潔西卡·奎勒 故事構思 ：凱特琳·帕瑞席 & 德瑞克·賽門                       | 2018年5月7日   | T13.20667 | 1.60                  |
| 莉娜在公司實驗室被攻陷後被叫到行動局做匯報，坦誠她一直幫忙治療莎曼珊並得知她是主宰以外，還通過雷克斯所保留的僅存氪石樣本來克制主宰。這件事讓卡拉無法接受莉娜的行為，主宰、純粹和瘟疫開始形成三位一體，在國際市造成日食現象，讓卡拉逐漸喪失超能力。莉娜交代莎曼珊之本體意識會於主宰佔據時困入一個有著“山谷景象”的維度裡，迫使卡拉、艾莉絲和隨行的莉娜冒險用蒙艾的艦船技術，將全體意識送入維度裡尋找並喚回莎曼珊等人的本人意識。在維度裡，卡拉三人首先發現自願被滅世者佔據的格蕾絲已死，而莎曼珊和茱莉亞則開始喪失人性和回憶，她們成功讓莎曼珊一度恢復並在現實發出求救信號。眾人找到沙漠堡壘並對戰三大滅世者時，卡拉因日全食而喪失超能力，但最後成功喚醒茱莉亞至現實，讓她用尖叫聲波和瘟疫同歸於盡。失去兩姐妹的主宰則吸收走純粹和瘟疫的能力後逃之夭夭，而沙漠堡壘也坍塌化為烏有。由於消滅兩大滅世者加上枯萎病源而讓眾人一陣歡喜，卡拉從偷偷闖入L企業實驗室金庫的詹姆斯，得知莉娜沒有收藏其他氪石樣本後，對此慶幸而和莉娜握手相和。而並沒有進入金庫查看的詹姆斯對此懷有愧疚，向莉娜坦白自己的行為以及自己是守護者的實情後，莉娜雖然諒解他，但也交代她的氪石其實是自己所研製。 |             |                                             |                             |                                                                                     |                |           |                       |
| 60 | 18          | 避風港 Shelter from the Storm               | 安東尼奧·尼格特             | 劇本創作 ：羅伯特·羅夫諾 故事構思 ：琳賽·蓋芬德 & 愛莉森·溫特勞布                   | 2018年5月14日  | T13.20668 | 1.53                  |
| 主宰開始在國際市各處尋找露比的蹤跡，卡拉、喬恩和艾莉絲決定分頭去保護莎曼珊的養母帕翠莎和露比。卡拉和喬恩來到帕翠莎的郊外住處後，帕翠莎如實供述她收養身為氪星人的莎曼珊、直到將她趕出家門之經歷，開始後悔她的一時自私造就養女變成惡魔。當主宰來到住處時，卡拉發現她已經吸收純粹和瘟疫之力量而無所不能，帕翠莎跑過去表示懺悔後被主宰近距離刺傷，但也讓卡拉暫時擺脫主宰。帕翠莎交代完遺願後死去，知情事情的詹姆斯說服莉娜對女超人如實交代她能製造氪石，能作為對付主宰的剋星。莉娜上交氪石的同時讓卡拉對她再次感到失望和憤怒，但後來恢復冷靜後還是決定物盡其用，原計劃回去未來的蒙艾在艾姆拉的說服和讚同之下獨自回到行動局助陣。這時，艾莉絲陪露比藏身在莉娜提供的雷克斯秘密宅邸，持續擔心母親安危的露比暗中打給母親時，不慎引來在城市高空偷聽的主宰，艾莉絲帶露比躲入地堡中、和趕來的卡拉和蒙艾共同抵抗主宰時，露比發現她就是自己母親的實情。眾人用氪石制伏主宰後將其關回莉娜的實驗室等待解藥研發，艾莉絲想辦法安撫露比的情緒，準備去探望的卡拉以人類身份和莉娜獨處時，領略到她這些日子對莉娜的偏見，已經開始讓她對女超人感到不信任。 |             |                                             |                             |                                                                                     |                |           |                       |
| 61 | 19          | 狂徒 The Fanatical                          | 梅爾西·阿爾馬斯             | 寶拉·尤 & 艾瑞克·卡拉斯科                                                           | 2018年5月21日  | T13.20669 | 1.47                  |
| 一位來自科維爾邪教的女信徒譚妮亞，偷走教會最重要的日誌後向詹姆斯求助，稱教會正在用這本書製作一種武器。不久，一群狂徒分子趕到試圖將譚妮亞劫走，詹姆斯化身守護者救她時，因為面具被打下而一度暴露身份，但還是將譚妮亞救回公司裡。眾人得知科維爾的邪教如今被女信徒奧莉維亞接管，她打算利用書中知識包括一顆尋獲的氪星礦物質「哈倫艾」（Harun-El），又稱「黑氪石」，準備創造出屬於她們的滅世者。詹姆斯因為被看見真容而遭到她們威脅，如不歸還譚妮亞和日誌就會公開他的守護者身份。詹姆斯本決定公開身份，但譚妮亞決定自首，戴著追蹤器和跟上去的蒙艾走入狂徒會面地點。在奧莉維亞完成配方並用容器來跟尤達卡石混為一體時，卡拉盡全力說服她住手後，才讓玩火自焚的奧莉維亞醒悟而放開石頭解脫，而警察趕到後逮捕所有狂徒。另一方面，露比因母親的事情而持續悶悶不樂，艾莉絲想讓她開心起來而帶她去街機廳，隨行包括喬恩和梅林。梅林一度受遊戲影響而險些失控，所幸在露比的用心陪伴下才安穩住情緒。莉娜得知主宰已對氪石產生免疫力，很快將無法繼續關押她，由於黑氪石是唯一能逆轉莎曼珊體內滅世者人格的關鍵元素，卡拉只好陪同著蒙艾前往唯一存有黑氪石的“神秘隕石”上尋找更多元素。這時，久未露面的科維爾搶在警方前偷跑滅世者容器。 |             |                                             |                             |                                                                                     |                |           |                       |
| 62 | 20          | 月黑之時 Dark Side of the Moon              | 哈妮兒·考佩珀               | 德瑞克·賽門 & 凱蒂·蘿絲·羅傑斯                                                      | 2018年5月28日  | T13.20670 | 1.57                  |
| 卡拉和蒙艾穿梭宇宙到達黑氪石所在的大型隕石，卻發現隕石上建立著一座宇宙都市，兩人降落並找到石頭樣本時，卡拉突然發現旁邊立著氪星紀念碑。這時，一群氪星機器人將他們包圍，當都市官員趕來時，卡拉發現官員領隊是她本已在氪星喪生的母親奧若拉。卡拉含淚跟久別的母親團圓不久，奧若拉介紹這座卡拉的童年都市「亞果市」本應跟氪星一同毀滅，由於受卡拉父親佐·艾爾生前開發的保護層保護才倖免於難，使她們得以在宇宙裡漂流且生存。卡拉講述地球所面臨的滅世者危機後，由於黑氪石是亞果市唯一僅有的生命供源，奧若拉召集她在內的最高委員會來討論。當一半官員都不同意讓出樣本時，委員會之一的女祭司瑟琳娜贊成將一小部分石塊樣本交給卡拉和蒙艾，讓她們回地球完成使命。然而，瑟琳娜其實身為創造出滅世者的祭司，開始安排她的陰謀。在地球，艾莉絲屢次遭人試圖暗殺，她將露比送回行動局保護後開始四處尋找嫌犯，最後靠喬恩變形成自己實施的分身計才緝拿到嫌犯，發現牠是一位自己曾經逮捕過的外星逃犯之雙胞胎兄弟。當莉娜留在實驗室裡等消息時，病房裡的主宰獲得純粹之看透人心能力，諷刺莉娜心裡面其實是“邪惡之尊”。隨著主宰能力逐漸增強並突破隔離時，卡拉和蒙艾帶著石塊樣本及時趕回來，和主宰的戰鬥一觸即發。 |             |                                             |                             |                                                                                     |                |           |                       |
| 63 | 21          | 不是堪薩斯 Not Kansas                       | 德莫特·道斯                 | 蓋博瑞·拉納斯 & 安娜·馬斯基·古德溫                                                  | 2018年6月4日   | T13.20671 | 1.83                  |
| 卡拉和蒙艾聯手制伏主宰後對她注入莉娜開發的解藥，使莎曼珊脫離主宰人格恢復正常並與露比團圓，而卡拉也在艾莉絲的讚許之下，決定陪蒙艾暫時回去她母親居住的亞果市，和她以前的親朋好友們團聚。其他人開始適應沒有女超人的日子，艾莉絲因為露比離開而考慮領養小孩，而梅林預感到他的生命來日不多，希望能在去世前將他畢生的回憶和精神力傳承給兒子喬恩。對此震驚且心煩意亂的喬恩，突然從在外除暴安良的詹姆斯口中得知，一批來自行動局的高級槍械流入市面上供一位槍手使用，後來發現是由行動局的武器製造商授權賣出。通過努力調查發現槍手是一位遭自己工作的律師所開除而急切復仇的男子亞瑟·威利斯後，喬恩用自己的痛處說服亞瑟舉手投降，這也讓他接受父親臨終的事實，並且從此發佈槍械禁令：嚴禁行動局特務使用致命武器。莉娜著手研究卡拉帶回來的石塊樣本時，發現裡面帶有的元素可能會研發出革命性成果，於是找來有豐富科學知識的凱特企業助手伊芙來一起合作項目。在亞果市，卡拉開始修補她錯過的氪星歷史，但兩天以來屢次遭人蓄意攻擊，最後發現襲擊者是為祭司瑟琳娜賣命。這時，奧若拉通知說卡拉和蒙艾的變形宇宙船被搶跑，而瑟琳娜和另外兩位女祭司來到地球跟向她們禱告的科維爾會合後，在平原上用水晶方尖碑造出另一座滅世者堡壘。 |             |                                             |                             |                                                                                     |                |           |                       |
| 64 | 22          | 至高無上 Make It Reign                      | 艾門·V·卡沃基恩             | 雷·尤塔納齊 & 辛蒂·利奇曼                                                           | 2018年6月11日  | T13.20672 | 1.76                  |
| 瑟琳娜和兩位隨從建立完堡壘後開始運用科維爾提供的容器，召喚回跟莎曼珊分離出來的主宰，但因主宰失去三位一體而勢單力薄，瑟琳娜認為獲取已故純粹和瘟疫之血液足以構成三位一體。在亞果市，失去往返地球之飛船的卡拉和蒙艾，在瑟琳娜的住處搜到多數她隸屬的邪教團體「祖魯之女」的典籍，得知她有意將莎曼珊和主宰分離以達到讓主宰完美無缺的目的，而儲藏室也自行引爆而銷毀所有證據。奧若拉建議修復丈夫佐-艾爾生前未完成的星際傳送門來回去地球，卡拉也通過連線位於行動局內部的奧若拉之全息投影，告知艾莉絲和溫這件事。當科維爾透漏純粹和瘟疫之血液樣本在行動局後，瑟琳娜領軍闖入行動局大開殺戒，所有特務因不能使用致命武器而等同手無寸鐵。特務迪莫斯冒死搶走樣本，即使用著溫用最新研製的亞原子自身護盾，卻遭受瑟琳娜等祭司的三重熱射線擊中而殉職。卡拉、蒙艾和奧若拉等人雖然及時趕來，但瑟琳娜還是帶走部分樣本逃回堡壘，殺死毫無用處的科維爾後，召喚回主宰後賜予她一把滅世者之劍、衝入地底核心引發世界各地的地震、海嘯等毀滅性災難，欲將地球改造成她們理想的氪星。為此，本正在和兒子喬恩傳遞記憶的梅林被迫打斷儀式回來協助，而莎曼珊也回到行動局幫忙，讓莉娜將她的意識重新進入黑暗山谷維度裡尋找殺死主宰的源泉。 |             |                                             |                             |                                                                                     |                |           |                       |
| 65 | 23          | 孤注一擲 Battles Lost and Won               | 傑西·沃恩                   | 羅伯特·羅夫諾 & 潔西卡·奎勒                                                         | 2018年6月18日  | T13.20673 | 1.78                  |
| 卡拉一行英雄共同在災難中拯救市民，梅林將一部分關於“火星創始”之回憶傳授給喬恩後，犧牲自己帶著權杖跳進地底逼出主宰來制止全球災難。不甘心失敗的瑟琳娜決定重新召喚出主宰，科維爾臨死之際用變形船發出求救信號，讓卡拉等眾英雄們攻入堡壘，而莎曼珊回到維度裡受養母帕翠莎的幻覺引導，喝下正確源泉而短暫獲得超能力，使她也一同參戰。瑟琳娜一行祭司被降服，但因卡拉無法殺生，導致其他人被主宰殲滅，卡拉想到靠蒙艾的軍團戒指回到幾分鐘前，再用黑氪石跟莎曼珊將主宰帶入維度裡，最後用源泉徹底將她消滅。勝利後，奧若拉將瑟琳娜等囚犯帶回亞果市受審，莎曼珊徹底恢復成人類，和露比回歸正常生活。喬恩決定辭退局長職位，將其讓給艾莉絲掌權後探究父親回憶。而未來即使枯萎病危機終結，但布萊尼的一位「遠方親戚」開始清除所有人工智能生命體的存在，迫使布萊尼必須留在現今幫忙，而他決定將軍團空缺暫時留給溫代替。蒙艾被迫和卡拉再次分開，跟艾姆拉回去未來繼續軍團使命。詹姆斯公開自己的守護者身份，莉娜將剩餘黑氪石歸還，但她暗中留下製作配方，自行製出一份樣本開始深入研究。在這之前，當卡拉接觸黑氪石而跟莎曼珊消滅主宰的同時，在西伯利亞邊境處卻同時出現“另一個”卡拉。 |             |                                             |                             |                                                                                     |                |           |                       |

## 收視
| 總集數 | 集數 | 標題                  | 播出日期       | 收視／份額 （18–49歲） | 收視 （百萬） | DVR （18–49歲） | DVR收視 （百萬） | 加總 （18–49歲） | 總收視 （百萬） |
| ------ | ---- | --------------------- | -------------- | ---------------------- | ------------- | --------------- | ---------------- | ---------------- | --------------- |
| 43     | 1    | 鋼鐵女俠（Girl of Steel）          | 2017年10月9日  | 0.5/2                  | 1.87          | 0.5             | 1.25             | 1.0              | 3.12            |
| 44     | 2    | 一觸即發（Triggers）          | 2017年10月16日 | 0.5/2                  | 1.76          | 0.4             | 1.23             | 0.9              | 2.98            |
| 45     | 3    | 離樹不遠（Far from the Tree）          | 2017年10月23日 | 0.5/2                  | 1.76          | 0.4             | 1.02             | 0.9              | 2.78            |
| 46     | 4    | 信徒（The Faithful）              | 2017年10月30日 | 0.5/2                  | 1.82          | 0.4             | 1.14             | 0.9              | 2.96            |
| 47     | 5    | 破壞（Damage）              | 2017年11月6日  | 0.5/2                  | 1.87          | 0.5             | 1.14             | 1.0              | 3.01            |
| 48     | 6    | 米德維爾（Midvale）          | 2017年11月13日 | 0.5/2                  | 1.89          | 0.4             | 1.06             | 0.9              | 2.95            |
| 49     | 7    | 甦醒（Wake Up）              | 2017年11月20日 | 0.5/2                  | 1.92          | 0.5             | 1.25             | 1.0              | 3.17            |
| 50     | 8    | 地球X大危機（一）（Crisis on Earth-X, Part 1） | 2017年11月27日 | 0.9/3                  | 2.71          | 0.7             | 1.72             | 1.6              | 4.43            |
| 51     | 9    | 主宰（）              | 2017年12月4日  | 0.5/2                  | 1.81          | 0.4             | 1.13             | 0.9              | 2.94            |
| 52     | 10   | 超級英雄軍團（Legion of Super-Heroes）      | 2018年1月15日  | 0.6/2                  | 2.17          | 0.4             | 1.24             | 1.0              | 3.41            |
| 53     | 11   | 羅茲堡（Fort Rozz）            | 2018年1月22日  | 0.5/2                  | 2.07          | 0.5             | 1.14             | 1.0              | 3.21            |
| 54     | 12   | 永遠（For Good）              | 2018年1月29日  | 0.6/2                  | 2.11          | 0.4             | 1.21             | 1.0              | 3.32            |
| 55     | 13   | 雙面人生（Both Sides Now）          | 2018年2月5日   | 0.6/2                  | 2.12          | 0.4             | 1.10             | 1.0              | 3.22            |
| 56     | 14   | 母子情深（Schott Through the Heart）          | 2018年4月16日  | 0.5/2                  | 1.91          | 0.4             | 1.03             | 0.9              | 2.94            |
| 57     | 15   | 追憶似水年華（In Search of Lost Time）      | 2018年4月23日  | 0.4/2                  | 1.38          | 0.4             | 1.08             | 0.8              | 2.47            |
| 58     | 16   | 三心二意（Of Two Minds）          | 2018年4月30日  | 0.5/2                  | 1.50          | 0.3             | 0.94             | 0.8              | 2.44            |
| 59     | 17   | 三位一體（Trinity）          | 2018年5月7日   | 0.5/2                  | 1.60          | 0.3             | 0.95             | 0.8              | 2.55            |
| 60     | 18   | 避風港（Shelter from the Storm）            | 2018年5月14日  | 0.5/2                  | 1.53          | 0.4             | 0.97             | 0.9              | 2.50            |
| 61     | 19   | 狂徒（The Fanatical）              | 2018年5月21日  | 0.4/2                  | 1.47          | 0.4             | 0.93             | 0.8              | 2.44            |
| 62     | 20   | 月黑之時（Dark Side of the Moon）          | 2018年5月28日  | 0.4/2                  | 1.57          | 0.5             | 1.11             | 0.9              | 2.68            |
| 63     | 21   | 不是堪薩斯（Not Kansas）        | 2018年6月4日   | 0.5/2                  | 1.83          | 0.3             | 0.92             | 0.8              | 2.75            |
| 64     | 22   | 至高無上（Make it Reign）          | 2018年6月11日  | 0.4/2                  | 1.76          | 0.4             | 0.97             | 0.8              | 2.73            |
| 65     | 23   | 孤注一擲（Battles Lost and Won）          | 2018年6月18日  | 0.5/2                  | 1.78          | 0.4             | 1.01             | 0.9              | 2.79            |

## 外部連結
- 官方网站 （英文）